# Луций Цезений Соспет
Луций Цезений Соспет (на латински: Lucius Caesennius Sospes) е политик и сенатор на Римската империя през началото на 2 век.
Произлиза от фамилията Цезении, етруска фамилия от Тарквиния в Древен Рим. Син или внук е на Луций Юний Цезений Пет (консул 79 г.), който е син на Луций Юний Цезений Пет (консул 61 г.).
Луций Соспет е през 92 г. легат на XIII Близначен легион в Домициановата война против свебите и сарматите. През 114 г. e суфектконсул заедно с Гай Клодий Нум по времето на император Траян (98 – 117).